# (424) Gratia
Pour les articles homonymes, voir Gratia.
(424) Gratia est un astéroïde de la ceinture principale découvert par Auguste Charlois le 31 décembre 1896. Il est nommé d'après les Charites (les Grâces).